# Filgueirasia
Filgueirasia es un género con tres especies de plantas de la familia de las poáceas. Es nativo de Brasil. Comprende 2 especies descritas y  aceptadas. Es originaria de Brasil.

## Taxonomía
El género fue descrito por Gerald F. Guala y publicado en Bamboo Science & Culture: The Journal of the American Bamboo Society 17(1): 3. 2003. La especie tipo es: Filgueirasia arenicola (McClure) Guala

## Especies
A continuación se brinda un listado de las especies del género Filgueirasia aceptadas hasta enero de 2013, ordenadas alfabéticamente. Para cada una se indica el nombre binomial seguido del autor, abreviado según las convenciones y usos. 
- Filgueirasia arenicola (McClure) Guala
- Filgueirasia cannavieira (Alvaro da Silveira) Guala